# Municipio de Fairfield (condado de Tuscarawas)
El municipio de Fairfield (en inglés: Fairfield Township) es un municipio ubicado en el condado de Tuscarawas en el estado estadounidense de Ohio. En el año 2010 tenía una población de 1505 habitantes y una densidad poblacional de 26,26 personas por km².

## Geografía
El municipio de Fairfield se encuentra ubicado en las coordenadas 40°32′11″N 81°22′45″O / 40.53639, -81.37917. Según la Oficina del Censo de los Estados Unidos, el municipio tiene una superficie total de 57.32 km², de la cual 57,14 km² corresponden a tierra firme y (0,31 %) 0,18 km² es agua.

## Demografía
Según el censo de 2010, había 1505 personas residiendo en el municipio de Fairfield. La densidad de población era de 26,26 hab./km². De los 1505 habitantes, el municipio de Fairfield estaba compuesto por el 98,47 % blancos, el 0,53 % eran afroamericanos, el 0,07 % eran asiáticos y el 0,93 % eran de una mezcla de razas. Del total de la población el 0,2 % eran hispanos o latinos de cualquier raza.